# Branimir Jelić
Branimir Branko Jelić (Donji Dolac kraj Omiša, 28. veljače 1905. – Berlin, 31. svibnja 1972.) bio je hrvatski političar, liječnik i publicist.

## Životopis
Branko Jelić rodio se Donjem Docu kraj Omiša 1905. godine. Rodio se kao četvrto dijete od osmero u obitelji Ike (Ivana) Jelića i Ive Jelić rođ. Simunić. Pučku školu pohađa u rodnom mjestu od 1911. do 1915. godine a u Splitu klasičnu gimnaziju na kojoj je maturirao 1923. godine. Nakon završene gimnazije odlazi u Zagrebu gdje upisuje studij medicine i ostaje sljedećih pet godina. Već od đačkih dana djeluje politički a djelovanje nastavlja i u Zagrebu tijekom studija. Jelić se aktivirao u Hrvatskoj pravaškoj revolucionarnoj omladini (HPRO), koja je djelovala u okviru Hrvatske stranke prava od 1926. godine kada je pokrenut i njezin organ Starčević. Početkom listopada 1928. godine osnovano je društvo Hrvatski Domobran koje je pod plaštom legalnog športskog društva trebalo vježbati omladince za ilegalne borbene akcije. Ne dobivši dozvolu za legalno djelovanje društvo ipak nastavlja potajno okupljati omladince i pripremati ih za terorističke aktivnosti.
Iz knjige Hrvoja Matkovića Povijest Nezavisne Države Hrvatske: "Aktivnost pravaške omladine došla je do izražaja u demonstracijama 1. decembra 1928. povodom proslave 10-godišnjice ujedinjenja. Naime, na toranj zagrebačke katedrale, u trenutku okupljanja viših oficira i državnih službenika, izvješene su dvije crne i jedna hrvatska zastava. Obje crne zastave su pale na okupljene uzvanike pred ulazom u katedralu. Kada je policija uhitila dva omladinca (sudionika incidenta), te ih sprovodila do policijske postaje, došlo je u Petrinjskoj ulici do sukoba s grupom demonstranata i krvoprolića. Organizatori te akcije Branimir Jelić i Gustav Perčec tada su ilegalno napustili zemlju."
Nakon organiziranja demonstracija Jelić odlazi u Graz gdje nastavlja i završava studij medicine.

## Emigracija

### Prije Drugog svjetskog rata
Jelić se u emigraciji priključio pokretu Ante Pavelića i dobiva položaj poglavnog pobočnika i mogućnost političkog djelovanja među hrvatskim iseljenicima u Europi te Sjevernoj i Južnoj Americi. U jednom od svojih zapisa bilježi osobno viđenje prijelomne odluke o novom pokušaju internacionalizacije hrvatskog pitanja i odlasku u političku emigraciju: "Vodstvo hrvatskog domobranskog pokreta odlazi u inozemstvo, da od tamo vodi daljnju borbu, jer je to u domovini zakonito bilo nemoguće. Borba izmedju krvavog Aleksandar-Živkovićevog režima i domobranskog pokreta, koji se onda prozvao domobransko-ustaški, biva sve žešća i dobiva čisto revolucionarni karakter." Kasnije Jelić odlazi u Južnu Ameriku gdje organizira Hrvatski Domobran, zatim to isto čini i u Sjevernoj Americi. Po drugom dolasku u SAD u veljači 1939. godine biva interniran 56 dana a nakon kampanje američkih Hrvata i nekih američkih političara, otvorenog pisma predsjedniku SAD-a Franklinu D. Rooseveltu bio mu je dopušten ulazak u SAD. U listopadu 1939. godine prilikom povratka u Europu britanske tajne službe skidaju ga s talijanskog broda Conte di Savoia u Gibraltaru i interniraju na otoku Man u Irskom moru, gdje je, uz povremena prebacivanja u druga mjesta zatočenja, boravio od lipnja 1940. godine do prosinca 1945. godine.

### Nakon Drugog svjetskog rata
Nakon Drugog svjetskog rata Jelić nastavlja političku djelatnost i borbu za samostalnu Hrvatsku.
Godine 1949. dolazi u Njemačku, u München, gdje 1950. godine osniva Hrvatski narodni odbor te počinje izdavati novine Hrvatska Država. Kao predsjednik HNO sudjeluje na Svehrvatskom Kongresu održanom u New Yorku od 29. kolovoza do 2. rujna 1962. godine, iz kojega proizlazi prvo Hrvatsko narodno vijeće pod predsjedanjem dra Ibrahimbega Džinića.
Povjesničar dr. Jere Jareb je prikupio, uredio i bilješkama popratio Jelićeve pisane uspomene i memorijalne članke te ih objavio kao Političke uspomene i rad dra Branimira Jelića, 1982. godine.

## Ubojstvo
Još za vrijeme Kraljevine Jugoslavije Beograd je razmišljao o ubojstvu Branka Jelića, Milan Stojadinović u svojim je memoarima napisao kako je knez Pavle Karađorđević namjeravao zatražiti od Hitlerove vlade izručenje Jelića, da bi ga, prilikom transporta za Jugoslaviju, izbacili iz zrakoplova negdje nad Karavankama u Sloveniji. Nakon pokušaja otmice 1950. godine u Düsseldorfu i atentata 10. rujna 1970. godine u Berlinu, kada je lakše ranjen od postavljenog eksploziva, UDBA organizira drugi pokušaj bombaškog atentata, 5. svibnja 1971. godine, postavljajući bombu pred ulazom u Jelićevu liječničku ordinaciju. Jelić je zadobio teže ozljede na nogama i desnom ramenu a njegova tajnica Waltraud Gorski zadobila je lakše povrede. Prebačen je u berlinsku bolnicu gdje je dva dana kasnije, 7. svibnja 1971. godine, ponovno pokušan atentat na njega. Dragica Jeremić pokušala je ući u Jelićevu bolesničku sobu ali je od policije spriječena a kod nje je pronađen pištolj s prigušivačem i nekoliko ručnih bombi. Nakon izlaska iz bolnice Jelić se odselio na sigurnije područje, u München, a umro je 31. svibnja 1972. godine od posljedica trovanja.
Nalogodavci i počinitelj zločina još nisu procesuirani.

## Članci objavljeni uHrvatskoj reviji
- Memorandum Hrvatskog Narodnog Odbora u Münchenu Predsjedniku 6. Skupštine Ujedinjenih Naroda, sv. 2., str. 159-165. (Dokumenti), 1952.
- Za jedinstvo hrvatske emigracije, sv. 3., str. 195-197., 1952.
- Prigodne uspomene. Povodom 25.-god. Hrvatskog Domobrana u Buenos Airesu. U spomen pok. Ivanu Žuvaniću i inž. Ivanu Marion Kolusiu. Sv. 4., str. 531-534., 1955.
- Tko je odgovoran za Bleiburg? Razgovor dra Branimira Jelića i dra Jure Petričevića. Sv. 2-4., str. 382-385., 1966.

## Povezani članak
- državni terorizam